# Héctor Mery
Héctor Antonio Mery Romero (Quillota, 22 de octubre de 1963) es un abogado y académico chileno que desde enero de 2024 se desempeña como ministro del Tribunal Constitucional de Chile ocupando uno de los cupos cuya designación corresponde al Senado. Durante el año 2023 actuó como integrante del Comité Técnico de Admisibilidad, órgano arbitral del proceso constituyente chileno de 2023.

## Biografía
Estudió derecho en la Pontificia Universidad Católica de Chile, poseyendo también estudios de profundización en materias de responsabilidad civil y derecho procesal. Actualmente se encuentra estudiando un magíster en derecho procesal en la Universidad de los Andes.
Su trayectoria profesional se ha desarrollado tanto en el ámbito académico como en el ámbito público. Desde el año 2023 es profesor invitado del departamento de enseñanza clínica del derecho en la Facultad de Derecho de la Universidad de Chile, siendo también profesor de derecho constitucional en la Universidad del Desarrollo. También trabajó durante ocho años como asesor en la Fundación Jaime Guzmán, centro de pensamiento vinculado al partido Unión Demócrata Independiente, estando a cargo de su programa legislativo.
En el ámbito público ha sido asesor de la intendencia regional Metropolitana, director jurídico de la municipalidad de Lo Barnechea y jefe de la división judicial del Ministerio de Justicia durante el segundo gobierno de Sebastián Piñera.
Ha ejercido funciones judiciales desempeñándose como abogado integrante de la Corte de Apelaciones de Santiago y en la Corte de Apelaciones de San Miguel y, desde enero de 2024, como ministro del Tribunal Constitucional.
Fue propuesto como integrante del Comité Técnico de Admisibilidad por la Unión Demócrata Independiente (UDI), partido con el que se le relaciona frecuentemente y para cuyo think tank ha trabajado como asesor, siendo ratificado para dicho cargo por el Senado el 25 de enero de 2023. El mismo partido lo propuso como ministro del Tribunal Constitucional para llenar el cupo previamente ocupado por Cristián Letelier, militante de dicho partido, logrando ser ratificado en el cargo el 10 de enero de 2024.